# Christianisme et richesse
 (juillet 2013).
Si vous disposez d'ouvrages ou d'articles de référence ou si vous connaissez des sites web de qualité traitant du thème abordé ici, merci de compléter l'article en donnant les références utiles à sa vérifiabilité et en les liant à la section « Notes et références ».
 (juillet 2013).
- Si vous ne connaissez pas le sujet, laissez ce bandeau (vous pouvez alors contacter les auteurs).
- Si vous supprimez le contenu mis en cause (vous pouvez préalablement contacter les auteurs),

argumentez précisément cette suppression dans la page de discussion
(un manque de référence n'est pas un argument ; une recherche réelle de référence doit avoir été effectuée, être formellement documentée).

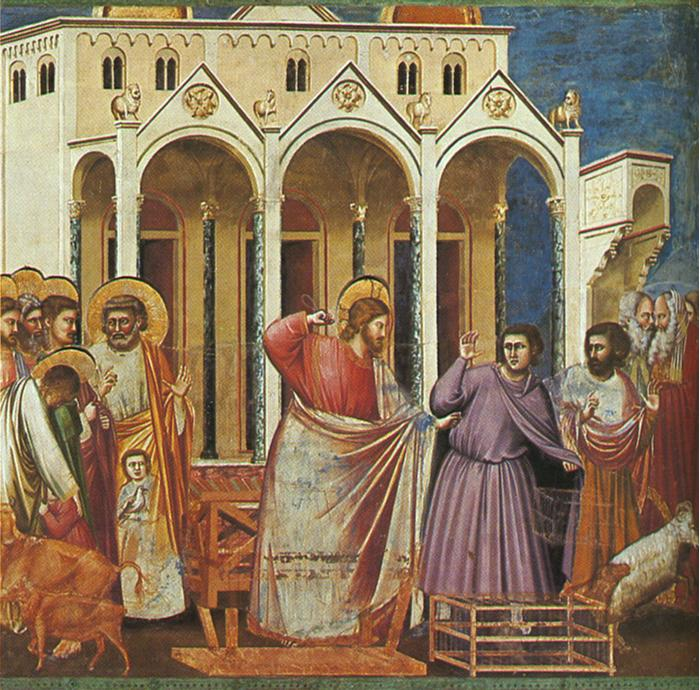
Jésus chassant les marchands du Temple, par Giotto, XIVe siècle.

On peut rencontrer des opinions très diverses au sujet des liens entre Christianisme et richesse matérielle. Une des causes de la naissance du protestantisme était le scandale occasionné par l'opulence matérielle des résidences ecclésiastiques et le style de vie des hauts prélats de l'Église. Même les ordres religieux, qui cependant font vœu de pauvreté, n'étaient pas sans reproche.
À une extrémité du spectre, il y a une vue en ce qui considère la richesse et le matérialisme comme un mal à éviter et même combattue. À l'autre extrémité, il y a une autre vue en ce qui considère la prospérité et le bien-être comme une bénédiction de Dieu. Certains chrétiens affirment qu'une propre compréhension des enseignements chrétiens prend une plus grande vue où l'accumulation de la richesse n'est pas le point central de la vie, mais plutôt une ressource pour favoriser la « bonne vie ». David Miller a décrit trois attitudes qui prévalent chez les protestants vers la richesse. Sous cette rubrique, les diverses protestants considèrent la richesse comme : (1) une infraction à la foi chrétienne (2) un obstacle à la foi, ou (3) le résultat de la foi.

## Dans la Bible
Au sujet de la richesse matérielle, Jésus enseigna d'abord à ses disciples :

« Nul ne peut être en même temps au service de deux maîtres, car ou bien il détestera l'un et aimera l'autre, ou bien il sera dévoué au premier et méprisera le second. Vous ne pouvez pas servir en même temps Dieu et l'Argent. »

— Matthieu 6:24
Plus tard, à la suite de la question d'un jeune homme (ou d'un notable, selon les évangiles et les traductions) qui lui demandait que faire pour obtenir la vie éternelle, Jésus donna à ses apôtres l'exemple suivant, qui fait appel à un riche, un chameau et au chas d'une aiguille. Voici les versions dans les différents évangiles :

« À ces mots, Jésus lui dit : -Il te reste encore une chose à faire : vends tout ce que tu possèdes, distribue le produit de la vente aux pauvres, et tu auras un trésor au ciel. Puis viens et suis-moi ! Quand l'autre entendit cela, il fut profondément attristé, car il était très riche. En le voyant ainsi abattu, Jésus dit : -Qu'il est difficile à ceux qui ont des richesses d'entrer dans le royaume de Dieu ! Il est plus facile à un chameau de passer par le trou d'une aiguille qu'à un riche d'entrer dans le royaume de Dieu. »

— Luc 18:22-25

« Jésus lui dit : Si tu veux être parfait, va, vends ce que tu possèdes, donne-le aux pauvres, et tu auras un trésor dans le ciel. Puis viens, et suis-moi. Après avoir entendu ces paroles, le jeune homme s'en alla tout triste ; car il avait de grands biens. Jésus dit à ses disciples : Je vous le dis en vérité, un riche entrera difficilement dans le royaume des cieux. Je vous le dis encore, il est plus facile à un chameau de passer par le trou d'une aiguille qu'à un riche d'entrer dans le royaume de Dieu. »

— Matthieu 19:21-24

« Jésus posa sur cet homme un regard plein d'amour et lui dit : -Il ne te manque qu'une chose: va, vends tout ce que tu possèdes, donne le produit de la vente aux pauvres et tu auras un capital au ciel. Puis viens et suis-moi. En entendant ces paroles, l'homme s'assombrit et s'en alla tout triste, car il était très riche. Jésus parcourut du regard le cercle de ses disciples, puis il leur dit : -Qu'il est difficile à ceux qui ont des richesses d'entrer dans le royaume de Dieu !
Cette parole les surprit, mais Jésus insista : -Oui, mes enfants, qu'il est difficile d'entrer dans le royaume de Dieu.
Il est plus facile à un chameau de passer par le trou d'une aiguille qu'à un riche d'entrer dans le royaume de Dieu. »

— Marc 10:21-25

« Quelqu'un dit à Jésus, du milieu de la foule : Maître, dis à mon frère de partager avec moi notre héritage. Jésus lui répondit: O homme, qui m'a établi pour être votre juge, ou pour faire vos partages ?
Puis il leur dit : Gardez-vous avec soin de toute avarice ; car la vie d'un homme ne dépend pas de ses biens, fût-il dans l'abondance. Et il leur dit cette parabole : Les terres d'un homme riche avaient beaucoup rapporté. Et il raisonnait en lui-même, disant : Que ferai-je ? car je n'ai pas de place pour serrer ma récolte. Voici, dit-il, ce que je ferai : j'abattrai mes greniers, j'en bâtirai de plus grands, j'y amasserai toute ma récolte et tous mes biens ; et je dirai à mon âme : Mon âme, tu as beaucoup de biens en réserve pour plusieurs années ; repose-toi, mange, bois, et réjouis-toi. Mais Dieu lui dit : Insensé ! cette nuit même ton âme te sera redemandée ; et ce que tu as préparé, pour qui cela sera-t-il? Il en est ainsi de celui qui amasse des trésors pour lui-même, et qui n'est pas riche pour Dieu. »

— Luc 12:13-21

### Dieu vous le rendra au centuple
« Je vous le dis en vérité, il n'est personne qui, ayant quitté, à cause de moi et à cause de la bonne nouvelle, sa maison, ou ses frères, ou ses sœurs, ou sa mère, ou son père, ou ses enfants, ou ses terres, ne reçoive au centuple, présentement dans ce siècle-ci, des maisons, des frères, des sœurs, des mères, des enfants, et des terres, avec des persécutions, et, dans le siècle à venir, la vie éternelle. »

— Marc 10:29-30

« Et quiconque aura quitté, à cause de mon nom, ses frères, ou ses soeurs, ou son père, ou sa mère, ou sa femme, ou ses enfants, ou ses terres, ou ses maisons, recevra le centuple, et héritera la vie éternelle. »

— Matthieu 19:29

## Dans d'autres textes à caractère religieux
Dans son écrit Wider die Mordischen und Reuberischen Rotten der Bawren (de), Luther décrit sa position au sujet de la richesse matérielle.